# Briefmonopol (Deutschland)
Das Briefmonopol war eine im Postgesetz (PostG) verankerte, bis Ende 2005 bzw. 2007 befristete Exklusivlizenz, die der Deutschen Post AG für den Transport von Brief- und Katalogsendungen bis 100 Gramm (2005) bzw. 50 Gramm (2007) gewährt wurde. Es handelte sich dabei um ein Angebotsmonopol, wenn auch nur über einen Teil des Markts.

## Geschichte des Briefmonopols
In Deutschland hatte das Postmonopol, also das exklusive Recht eines Anbieters, ausschließlicher Anbieter der Beförderungsleistung zu sein, eine jahrhundertelange Tradition. Während im Bereich des Frachtdienstes durch die Einführung von Eisenbahnen und die zunehmende Motorisierung schon früh erste Aufweichungen vorgenommen wurden und das Monopol schließlich ganz abgeschafft wurde, blieb es für Briefe sehr lange erhalten. Lag der Grund für das Monopol zunächst im herrschaftlichen Bereich (mit Information und Kontrolle des Informationsflusses konnten Entwicklungen besser gesteuert werden), so waren es später vor allem handfeste wirtschaftliche Gründe. Einerseits war die Unterhaltung eines landesweiten Postnetzes aufwändig und teuer, als Infrastrukturmaßnahme aber notwendig, andererseits warf die Beförderung von Sendungen erhebliche Gewinne ab, solange keine Konkurrenz zu fürchten war. Diese Parameter hatten bis zuletzt Gültigkeit, da die Deutsche Post AG als Inhaberin der Exklusivlizenz nicht nur dem Kontrahierungszwang unterlag, sondern auch für ein flächendeckendes Grundangebot zu sorgen hatte, dafür aber in Kernbereichen vor Konkurrenz geschützt wurde.

## Aufhebung des Briefmonopols
Die Bundesnetzagentur für Elektrizität, Gas, Telekommunikation, Post und Eisenbahnen (BNetzA) erteilt bereits seit 1998 Lizenzen zur gewerbsmäßigen Beförderung von Briefsendungen, für die keinerlei Gewichtsbeschränkung gilt. Allerdings waren die entsprechenden Anbieter bis zum 31. Dezember 2007 verpflichtet, sogenannte höherwertige Dienstleistungen zu erbringen, wie beispielsweise Eilzustellung am selben Tag oder eine Abholung der Post beim Absender. Dadurch ergaben sich im Vergleich zum gewöhnlichen Briefversand zusätzliche Kosten, die es den Lizenznehmern in der Regel unmöglich machten, Briefe günstiger im „Normalversand“ zuzustellen als die Deutsche Post AG. Mit dem Fall des Postmonopols am 1. Januar 2008 entfiel für die Post-Wettbewerber die zwangsweise Beschränkung auf die so genannten höherwertigen Dienstleistungen.

### Steuerliche Aspekte (bis 30. Juni 2010)
Verschärft wurde die Problematik für die Wettbewerber in der Vergangenheit dadurch, dass die Deutsche Post AG bis 30. Juni 2010 von der Umsatzsteuer befreit war, die Leistungen der Konkurrenten aber in vollem Umfang umsatzsteuerpflichtig waren. Diese Situation wurde – bedingt durch die Liberalisierung des Briefsektors in Deutschland – von der Europäischen Union bemängelt.
Nach mehreren Anläufen beschlossen Bundestag und Bundesrat im März 2010 eine Änderung des Umsatzsteuergesetzes. Die Deutsche Post AG bleibt weiterhin im Privatkundensektor von der Umsatzsteuer befreit, wird aber im Geschäftskundenbereich umsatzsteuerpflichtig. Die Neuregelung trat zum 1. Juli 2010 in Kraft. Selbige Regelung gilt seitdem auch für die Post-Wettbewerber, sofern diese ihre Dienste flächendeckend anbieten.

## Post-Konkurrenz
In der Praxis lohnt sich ein Wechsel zu einem anderen Briefzustelldienst finanziell derzeit erst ab einem Tagesaufkommen von ca. 40 Briefsendungen, falls eine Abholgebühr erhoben wird und die geringeren Zustellkosten dadurch weniger ins Gewicht fallen. Mittlere bis große Unternehmen mit 1000 oder mehr Direktkunden können am ehesten profitieren.
Derzeit existieren Schätzungen zufolge 1.000 Unternehmen in Deutschland, die die Briefzustellung – meist in einem regional begrenzten Gebiet – anbieten. Kapitalgeber sind u. a. große Verlagshäuser (z. B. Axel Springer AG, Funke Mediengruppe, Verlagsgesellschaft Madsack, Verlagsgruppe Georg von Holtzbrinck), ausländische Postgesellschaften (z. B. PostNL, Schweizerische Post) und Logistik-Unternehmen (z. B. Fiege-Gruppe). Daneben sind viele Kleinst-, Klein- und mittelständische Unternehmen tätig, denen jedoch wegen Qualitätsmängeln jederzeit der Marktaustritt droht.
Als erster potenzieller Wettbewerber plante Hermes, ab 1. Januar 2008 bundesweit in das Privatkundengeschäft für die Briefbeförderung einzusteigen. Privatpersonen hätten dann in den Hermes-Paketshops auch Briefe abgeben können. An den Paketshops sollten bis Ende 2007 eigene Briefkästen angebracht werden. Die Briefbeförderung wäre in Zusammenarbeit mit dem Logistik-Unternehmen TNT, welches die Beförderung übernommen hätte, erfolgt. Diese Pläne wurden aufgrund des geplanten Mindestlohns auf Eis gelegt.
Langfristig wird vermutlich wie in anderen Ländern, in denen der Briefmarkt liberalisiert bzw. gänzlich geöffnet wurde, das ehemalige Staatsunternehmen – hier die Deutsche Post AG – einen Marktanteil von über 90 % behaupten können. Es ist fraglich, ob sich ggf. ein enges Oligopol herausbilden kann, an dem neben der DPAG noch wenige andere, ausreichend kapitalisierte Unternehmen beteiligt sind.
Das Briefmonopol wurde oft mit dem damit verbundenen Universaldienst gerechtfertigt.

### Situation seit dem Fall des Briefmonopols
Folgende Unternehmen wollten mit dem Fall des Briefmonopols in Deutschland im Briefsektor tätig werden:

### Aktuelle Anbieter
- Postcon
- PIN Mail

### Verworfene Pläne
- TNT Post AG & Co. KG. Ein ursprünglich mit Hermes geplantes Joint-Venture scheiterte am Widerstand der Hermes Gruppe wegen der vereinbarten Mindestlöhne im Postsektor.
- PIN Group, Luxemburg.
- Hermes Europe. Hermes hatte bereits am 12. Dezember 2007 beim Bundesfinanzministerium eine Umsatzsteuerbefreiung für Briefdienste mit Wirkung zum 1. Januar 2008 beantragt. Dem Antrag wurde nie stattgegeben. Mit der Änderung des Umsatzsteuergesetzes zum 1. Juli 2010 wurde der Antrag obsolet. Bis heute ist Hermes im Privatkundenbereich nur im Paketsektor tätig.

## Mindestlöhne bei Postdiensten
Im September 2007 entbrannte eine heftige Diskussion um einen Mindestlohn bei Postunternehmen in Deutschland. Nachdem die Postgewerkschaft ver.di mit dem Arbeitgeberverband Postdienste einen Tarifvertrag über einen Mindestlohn von 8,00–9,80 Euro je Stunde abgeschlossen hatte, wurde dieser von den privaten Postunternehmen heftig kritisiert. Die Deutsche Post AG habe ihre Führerschaft im Arbeitgeberverband Postdienste ausgenutzt, um hohe Mindestlöhne für die privaten Postunternehmen zu diktieren, die ihnen einen fairen Wettbewerb nicht mehr zuließen. Die privaten Postunternehmen organisierten sich im Arbeitgeberverband Neue Brief- und Zustelldienste (AGV-NBZ), der einen deutlich geringeren Lohn von 6,00–7,50 Euro je Stunde forderte. Die Bundesregierung wollte sich nicht in diesen Streit der Postunternehmen einmischen.
Einer parlamentarischen Anfrage zufolge wurden der Bundesnetzagentur vom 1. Januar bis zum 15. April 2008 57 Marktaustritte mit 5693 Arbeitsplätzen gemeldet, davon 30 durch Insolvenz und 27 durch Lizenzrück- bzw. Geschäftsaufgabe oder Erlöschen der Firma; zur Gesamtbilanz der Arbeitsplätze in der Branche oder einen „direkten Zusammenhang“ zwischen Marktaustritten und Mindestlohn lagen jedoch keine Informationen vor.

### PIN Group S.A.
Nachdem sich die Bundesregierung im November 2007 auf eine Einführung eines Mindestlohns im Briefzustellerbereich durch die Aufnahme in das Arbeitnehmer-Entsendegesetz (AEntG) geeinigt hatte, kündigte die Axel Springer AG massiven Widerstand an. So wurde in den Publikationen der Axel Springer AG (insbesondere BILD, B.Z., Die Welt etc.) einseitig über die Nachteile des Mindestlohns für die Briefzusteller informiert. Außerdem wurden die PIN-Mitarbeiter zu einer Demonstration gegen den Post-Mindestlohn am 9. Oktober 2007 aufgefordert. Die PIN Group S.A. drängte ihre Beschäftigten zum Eintritt in die als „gelb“ anzusehende Gewerkschaft der Neuen Brief- und Zustelldienste.
Die Axel Springer AG, mit 63,7 Prozent Hauptanteilseigner, wollte keine weiteren Finanzmittel mehr in die PIN Group S.A. investieren, so dass diese am 19. Dezember 2007 in die Insolvenz ging. Nachdem bereits 37 regionale Tochtergesellschaften mit rund zwei Dritteln der 9000 Beschäftigten in der Insolvenz waren, gab der neue Sanierer Horst Piepenburg am 23. Januar 2008 bekannt, künftig den Postmindestlohn von 9,80 Euro je Stunde zahlen zu wollen.

### TNT Post Holding GmbH
Die TNT Post Holding Deutschland GmbH hingegen versuchte den Postmindestlohn zu umgehen, indem sie auf einen Tarifvertrag für Mehrwertbriefdienstleistungen verwies. Dieser wurde am 21. Dezember 2007 zwischen dem Arbeitgeberverband Neue Brief- und Zustelldienste (AGV-NBZ) und dem Bundesverband der Kurier-Express-Postdienste e. V. (BdKEP) und der Gewerkschaft der Neuen Brief- und Zustelldienste (GNBZ) abgeschlossen. Er sieht nur Mindestlöhne von 6,50–7,50 Euro je Stunde vor.
Nachdem die Gewerkschaftseigenschaft der GNBZ stark bezweifelt wurde, schloss die TNT Post Holding einen neuen Haustarifvertrag mit der Christliche Gewerkschaft Postservice und Telekommunikation (CGPT) ab, der Stundenlöhne zwischen 6,50 Euro Ost und 7,50 Euro West ab August 2008 vorsah.

### Klagen gegen Mindestlohn
Der Arbeitgeberverband Bundesverband der Kurier-Express-Postdienste (BdKEP) reichte Klage gegen den Postmindestlohn beim Verwaltungsgericht Berlin ein. Die Postgewerkschaft ver.di kündigte ihrerseits Klage gegen die Postunternehmen an, die nicht bereit sind, den Postmindestlohn zu zahlen. Am 7. März 2008 wurde der Post-Mindestlohn vom Berliner Verwaltungsgericht für rechtswidrig erklärt.
Das Bundesministerium für Arbeit und Soziales kündigte an, unverzüglich Berufung zum Oberverwaltungsgericht einlegen zu wollen. Bundeswirtschaftsminister Michael Glos (CSU) und die CDU-Mittelstands- und Wirtschaftsvereinigung (MIT) widersprachen dem unverzüglich. Am 28. Januar 2010 entschied das Bundesverwaltungsgericht in letzter Instanz, dass der Post-Mindestlohn rechtswidrig ist. Damit wurde einer Klage privater Briefdienstleister gegen den Postmindestlohn endgültig stattgegeben.

## Chronologischer Ablauf
- Im Jahr 2002 ändert die Bundesregierung auf Initiative von Bundesminister Werner Müller das Postgesetz, sodass das Briefmonopol nicht Ende 2002, sondern erst Ende 2007 ausläuft. Die Einigung zwischen der damaligen CDU-Opposition und der rot-grünen Regierung kam nachts um 23.58 Uhr, zwei Minuten vor Ende der Frist zur Verlängerung des Monopols, zustande.
- 12. November 2003: Das Bundesverfassungsgericht erklärt das Briefmonopol der Deutschen Post für verfassungsgemäß. Damit bleibt dieses gemäß Frist bis 2005/2007 bestehen.
- 13. Dezember 2004: Der hessische Wirtschaftsminister Alois Rhiel (CDU) und der niedersächsische Wirtschaftsminister Walter Hirche (FDP) kündigen eine Bundesratsinitiative an, das Briefmonopol bereits 2006 abschaffen zu wollen.
- 21. März 2007: Finanzminister Peer Steinbrück stellt die Abschaffung des Briefmonopols in Frage, da andere EU-Länder sich weigern, ausländischen Unternehmen die Briefbeförderung zu gestatten.[14]
- 24. April 2007: Die Große Koalition einigt sich darauf, § 51 des Postgesetzes nicht erneut zu ändern. Das Monopol für Briefe unter 50 Gramm ist damit zum 1. Januar 2008 gefallen.[15]